# Baktria

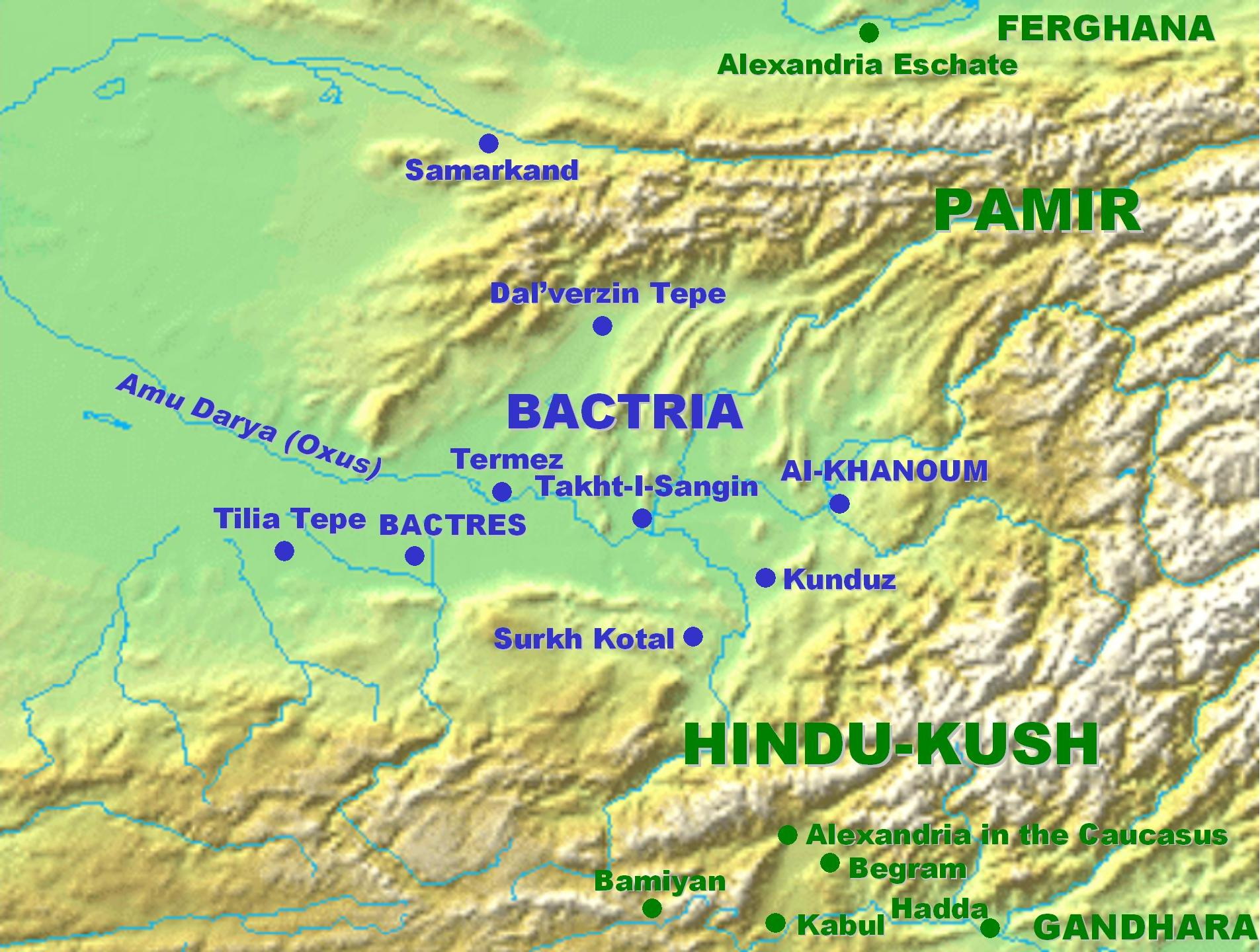
Baktria régi városai

Baktria (óperzsa Bāχtriš, újperzsa Balkh, görög Baktriané, Baktra, latin Bactriana regio, Bactriana terra) az ókori Belső-Ázsia történelmi régiója volt a mai Afganisztán, Üzbegisztán és Tádzsikisztán határvidékén, legnagyobbrészt a mai Észak-Afganisztánban. Nevét az iráni nyelvek közé tartozó baktriai nyelvet beszélő népéről kapta. Josephus Flavius ókori zsidó történetíró szerint Sém fia Arám fia Geter alapította Baktria városát.

## Földrajzi helyzete
Természetes határa délen a Hindukus, északon az Amu-darja (ókori nevén: Oxus) folyó.

## Történelme
Az Óperzsa Birodalom része volt, majd Nagy Sándor hódította meg. Az ő halála után előbb a Szeleukida Birodalom, majd a Görög-Baktriai Királyság része lett. Ezután a tokhárok hódították meg, és hosszú ideig Toharisztánnak hívták. A korabeli kínai források Tahia néven említik.  Fővárosa Baktra (ma Balkh) volt Észak-Afganisztánban.

### Korai szakasz
Gyaníthatóan már az i.e. 1. évezred eleje felé létrehozott itt valamilyen államalakulatot akkori lakossága, egy kelet-óiráni nyelvet beszélő nép. Valószínűleg az ő nyelvüket őrizte meg az Aveszta. Föltehetőleg Baktria volt Zarathustra szülőföldje. Ez az állam föltehetőleg Szogdia, Horezm és Partia között helyezkedett el.
II. Kurus hódította meg, és csatolta az Óperzsa Birodalomhoz.

### Az Akhaimenida Birodalomban
A perzsa hódítás után mintegy 200 évig az Akhaimenida Birodalom keleti peremtartománya volt, és akhaimenida satrapák kormányozták. Anyagi fellendülését ez az előnyös földrajzi helyzet alapozta meg: szibériai és az indiai áruk Perzsiába közvetítéséből a tartomány meggazdagodott.
Itt alakult ki a zoroasztrizmus első nagy központja. Ebből a korszakból maradtak ránk az oxusi kincs mívesen kidolgozott aranytárgyai.

### A makedón hódítás
Miután Nagy Sándor megtámadta a Perzsa Birodalmat, a főképp saját gyávasága miatt kétszer is legyőzött III. Dareiosz Baktriába menekült, ahol Bésszosz satrapa (helytartó) elfogta, majd meggyilkoltatta, hogy magát koronáztassa nagykirállyá. A baktriaiak komolyan ellenálltak Nagy Sándor hadainak, i. e. 328-ban a hódítók leigázták őket.

### A Szeleukida Birodalomban
Nagy Sándor halála után (323-ban) Baktria I. Szeleukosz Nikatór országába, a későbbi Szeleukida Birodalomba került. I. Szeleukosz hamarosan két részre bontotta birodalmát, és a keleti alkirályságot (Szeleukeia központtal) a baktriai Apamától született elsőszülött gyermekére, Antiokhoszra bízta.  i. e. 305-ben Csandragupta, a Maurja Birodalom alapítója legyőzte I. Szeleukoszt, és elfoglalta a keleti alkirályság egyes, ma Afganisztánhoz tartozó területeit; ezután a két uralkodó szövetséget kötött. Baktria apránként átvette a görög kultúrát, és félfüggetlen állammá fejlődött, bár elméletileg mindig a Szeleukida Birodalom része maradt.

### A Görög-Baktriai Királyság
I. e. 256-ban I. Diodotosz lett a satrapa, és idővel (lehet, hogy már nem ő, hanem a fia) kivívta az ország teljes függetlenségét. Az új ország (Görög-Baktriai Királyság avagy Gréko-Baktriai Királyság) lett Közép-Ázsiában a hellenisztikus kultúra előőrse. Diodotosz unokája, Euthüdémosz hadai vereséget szenvedtek ugyan III. Antiokhosz szeleukida király seregétől, de Euthüdémosz meg tudta őrizni az ország függetlenségét. Az ő fia, Démétriosz hatalmasra növelte az államot: uralma alá hajtotta a gazdag Fergana-völgy mellett a kínai Turkesztán egy részét és mélyen behatolt Észak-Indiába, ahol Patnát is elfoglalta. IV. Antiokhosz szeleukida uralkodó i. e. 167-ben meggyilkoltatta Démétrioszt, ám annak tábornoka, Menandrosz fenntartotta az ország hatalmi helyzetét.
A sajátos, hellenisztikus-iráni jellegű gréko-baktriai művészet legfontosabb emlékei iparművészeti alkotások – ötvösmunkák, szövetek, szőnyegek – és frízek. Ezek messze eljutottak, egyebek között Szibériába és Belső-Ázsiába (például Noin-ulába) is.

### A Kusán Birodalomban
I.e. 128-ban Baktria a jüecsik (tokhárok) adófizetője lett. A jüecsik ennek ellenére először a Görög-Baktriai Királyság észak-indiai területeit foglalták el, majd i.e. 100-ban magát Baktriát is. A széttagolt jüecsi fejedelemségek egyesítése után Baktria is a Kusán Birodalom része lett; ekkortól terjedt el az országban a buddhizmus. A Kusán Birodalomban Baktria már nem volt önálló közigazgatási-területi egység, és többé nem is szervezték újra.